# Inyector
Un inyector es un dispositivo utilizado para bombear fluidos utilizando el efecto Venturi. Utiliza un fluido a alta presión que sale por una boquilla a alta velocidad y baja presión convirtiendo su energía potencial en energía cinética. En esta zona de baja presión se mezcla con el fluido que se quiere bombear y le imparte energía cinética (velocidad). A continuación ambos fluidos mezclados entran por otra boquilla donde la energía cinética vuelve a convertirse en potencial, disminuyendo la velocidad y aumentando la presión. El fluido bombeado puede ser o líquido o gaseoso y, en algunos casos puede llevar sólidos en suspensión. En todos los casos el fluido propulsor y el bombeado salen totalmente mezclados a la salida del inyector. Una de las aplicaciones más frecuentes del inyector es en la Inyección de combustible en los motores termodinámicos.

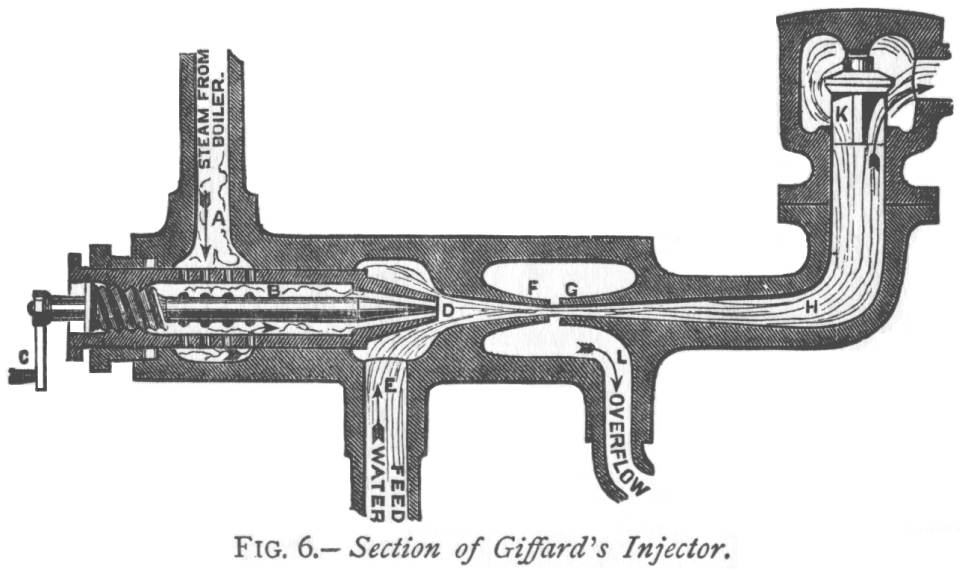
A- Vapor a alta presión procedente de la caldera, B- Válvula de aguja, C- Manija de la válvula de aguja, D- Aquí se mezclan el vapor y el agua, E- Entrada de agua, F- Cono de mezcla, G- Boquilla y cono de salida, H- Cavidad y tubo de salida, K- Válvula antirretorno.

## Historia
El inyector fue inventado por el francés Henri Giffard en 1858 y se utilizó originalmente para inyectar agua en las calderas de vapor. En este caso el fluido a alta presión es el vapor de la caldera que sale a alta velocidad por la boquilla y se mezcla con agua lo que produce su condensación. El chorro resultante de agua tiene energía cinética suficiente para entrar en la caldera.

## Usos
Aparte del ya indicado para calderas de vapor, se utilizan bombas de inyector para bombear diésel que podrían dañar otro tipo de bombas. También se usan inyectores para hacer disoluciones ya que los fluidos se mezclan muy eficientemente en el inyector. Como ejemplo se puede citar la carbonatación de bebidas carbónicas donde la bebida sin carbónico se inyecta a alta presión y arrastra el gas carbónico que se disuelve inmediatamente por lo que a la salida del inyector se obtiene bebida ya carbonatada.